# Universalgelehrter

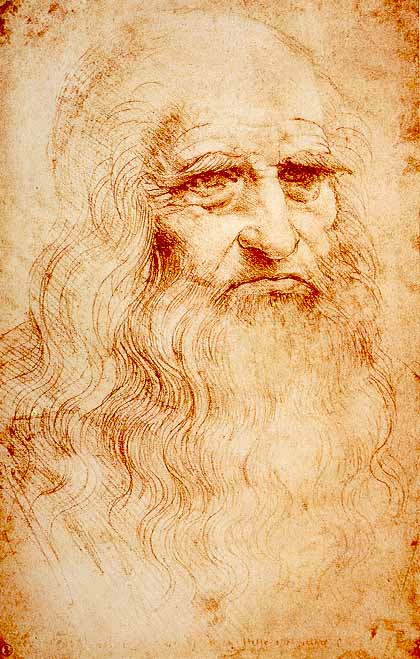
Leonardo da Vinci,
Selbstbildnis als alter Mann, um 1512; Biblioteca Reale, Turin

Als Universalgelehrter wird ein Gelehrter mit ungewöhnlich vielseitigen Kenntnissen in verschiedenen Gebieten der Wissenschaften bezeichnet. Ein verwandter Begriff, der in der Antike gelegentlich als ehrender Beiname eines Gelehrten – zum Beispiel des Grammatikers Lucius Cornelius Alexander Polyhistor – verwendet wurde, ist Polyhistor (von altgriechisch πολυΐστωρ polyhístōr, deutsch ‚viel wissend, gelehrt‘). Ab dem späten 17. Jahrhundert bezeichnet aber Polyhistorie die fächerübergreifende, philologisch-historische Gelehrsamkeit. Bereits in der Antike hatten Polyhistorie und die synonyme Polymathie oft den negativen Beiklang einer reinen Vielwisserei und der Buntschriftstellerei.
Während das lateinische genius universalis („universaler Geist“) weitgehend dieselbe Bedeutung hat, enthält der moderne Begriff Universalgenie den Aspekt, dass der Gelehrte auf verschiedenen Gebieten außergewöhnliche Leistungen oder geniale Erfindungen hervorgebracht hat.

## Geschichte

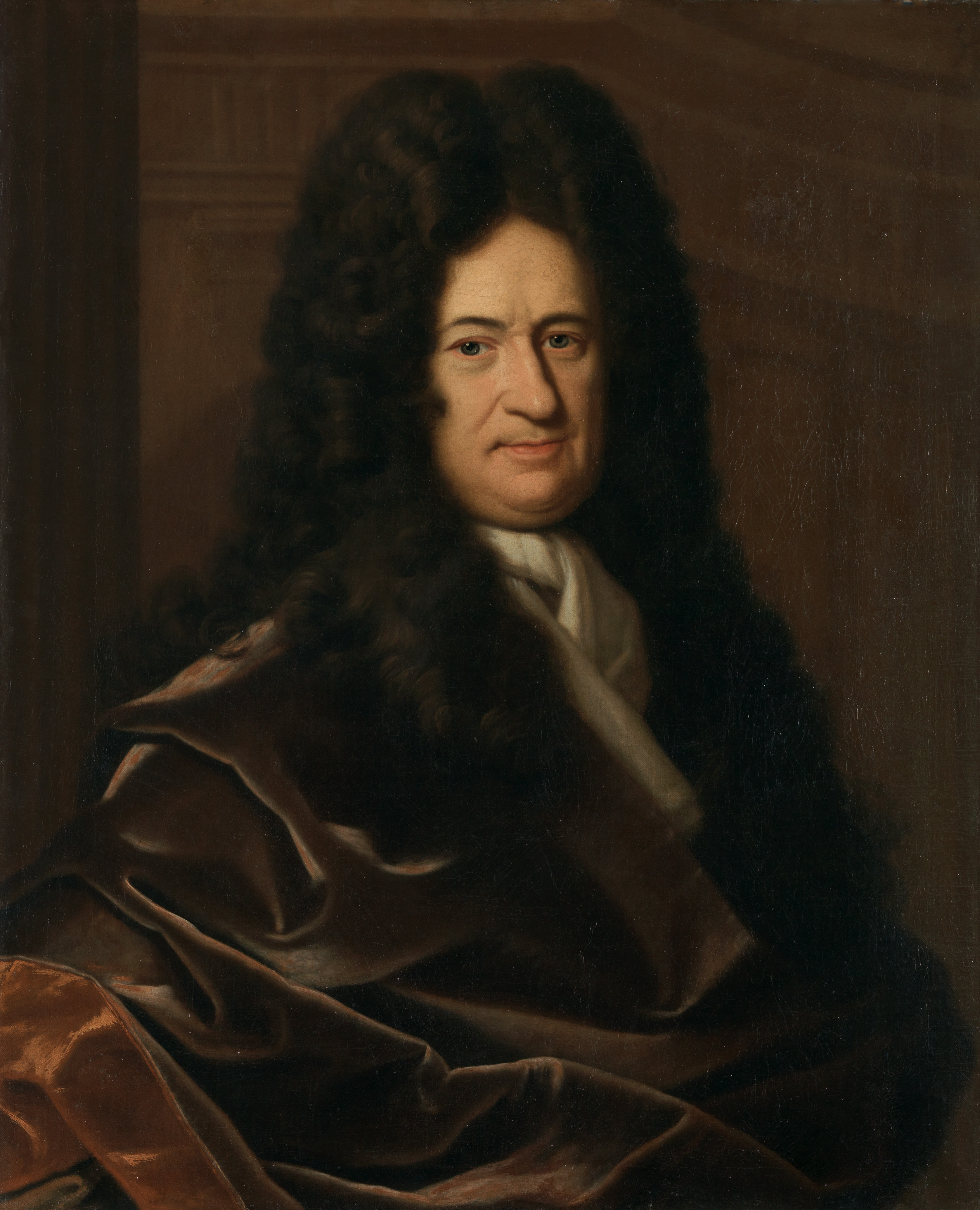
Gottfried Wilhelm Leibniz,
Porträt von Christoph Bernhard Francke, um 1700; Herzog Anton Ulrich-Museum, Braunschweig

Der altägyptische Erfinder und Ratgeber Imhotep gilt als erster namentlich genannter Universalgelehrter (ca. 2700 v. Chr.). Als Beispiel für einen Universalgelehrten aus der griechischen Antike lässt sich Aristoteles nennen, dessen Werke bis in die frühe Neuzeit maßgebend waren. In der römischen Antike ist der bedeutendste Universalgelehrte Plinius der Ältere, als bekanntestes Beispiel eines Polyhistors wäre Marcus Terentius Varro zu nennen.
Beispiele für vielseitige Autoren im orientalischen Kulturkreis sind zunächst der Perser Ibn Sina (um 980–1037), im Westen als Avicenna bekannt, der als herausragende wissenschaftliche Persönlichkeit seiner Zeit gilt, der Syrer Ibn an-Nafis aus dem 13. Jahrhundert, Entdecker des Lungenkreislaufs und Verfasser eines religionsphilosophischen Romans, sowie der Kairoer Gelehrte as-Suyūtī (1445–1505), der in seinem Werk beinahe alle Wissenszweige behandelte, von der Koranauslegung über Fiqh, Hadith-Wissenschaft, Literatur, Lexikographie, Geschichte, Geographie, bis hin zu Pharmazie und Erotica.
Albertus Magnus, der Aristoteles im 13. Jahrhundert wieder im Abendland bekannt machte, war ein mittelalterlicher christlicher Universalgelehrter. Er war nicht nur Theologe und Philosoph, sondern in sämtlichen Bereichen der Naturforschung gebildet. Als Universalgelehrter des 16. Jahrhunderts ist der Schweizer Gelehrte Conrad Gessner zu bezeichnen.
Als Inbegriff des Universalgenies gilt zweifelsohne Leonardo da Vinci. Ein Zeitgenosse da Vincis war der Portugiese Duarte Pacheco Pereira, welcher ein herausragender Wissenschaftler war und dieses Wissen in Seefahrt und Kriegsführung anwendete. Im Reformationszeitalter sind Philipp Melanchthon und Jodocus Willich für ihr vielseitiges Wissen bekannt gewesen. Berühmte Beispiele für barocke Universalgelehrte sind Gottfried Wilhelm Leibniz, sein Zeitgenosse Isaac Newton sowie Johann Alexander Döderlein. Für die Zeit der Aufklärung sind Albrecht von Haller und Alexander von Humboldt zu nennen, für das 19. Jahrhundert William Henry Fox Talbot. Die vielseitig interessierten Künstlergenies Johann Wolfgang von Goethe und Rabindranath Tagore gelten als Universalgenies.
Seit dem 19. Jahrhundert, zu nennen ist hier etwa Charles Thomas Jackson, ging die Zahl der Universalgelehrten zurück, weil das Wissen der Fachgebiete in gewaltigem Ausmaß zunahm. Heutzutage ist es den Gelehrten kaum mehr möglich, auch nur das Wissen einer einzigen Disziplin wie Geschichte oder Mathematik vollständig zu überblicken. Die Wissenschaft ist von einer immer stärkeren Spezialisierung der Fachgebiete und der Fachleute geprägt. Aus diesem Grund gibt es heute keine Universalgelehrten im ursprünglichen Sinne. Man spricht heute eher von Universalisten oder Generalisten – Menschen, die sehr vielseitig interessiert oder auf vielen Gebieten tätig sind.

## Zitate
Der österreichische Kulturphilosoph Franz Martin Wimmer resümiert:

„In der Polyhistorie ist das Ideal der Umfassendheit vor allem wirksam geworden: alles, was geschrieben ist, findet ihr Interesse, ihr Gegenstand ist die res literaria als solche. Der Polyhistor bibliographiert und rezensiert, und was er veröffentlicht, ist eine möglichst umfassende kommentierte Bibliographie. Solche Bücher, nach Disziplinen geordnete Werkverzeichnisse, erscheinen schon ab der Mitte des 16. Jahrhunderts. Der bedeutendste Polyhistor des 17. Jahrhunderts, Daniel Georg Morhof (1639–1691) schafft in seinem ‚Polyhistor literarius, philosophicus et practicus‘ die Voraussetzung für die Weltgeschichten der Philosophie, die im 18. Jahrhundert entstehen.“